# Paradoxoglanis cryptus
Paradoxoglanis cryptus är en fiskart som beskrevs av Norris 2002. Paradoxoglanis cryptus ingår i släktet Paradoxoglanis och familjen Malapteruridae. IUCN kategoriserar arten globalt som otillräckligt studerad. Inga underarter finns listade i Catalogue of Life.